# 차선우
차선우(車善玗, 1992년 9월 5일 ~ )는 대한민국의 래퍼이자 배우이며, 대한민국의 보이 그룹 B1A4의 메인래퍼를 맡고 있었다. 데뷔 당시 예명은 바로였다. 가수 활동 중에도 '응답하라 1994' '신의 선물 - 14일' '앵그리맘' '맨홀 - 이상한 나라의 필' 등의 작품을 통해 연기력을 인정받았다.

## 학력
- 동림초등학교 (졸업)
- 서강중학교 (졸업)
- 염광고등학교 (졸업)

## 생애

### 데뷔 전
1992년 9월 5일 대한민국 광주직할시 북구 동림동에서 태어나 광주에서 동림초등학교, 서강중학교를 졸업하고 광주제일고등학교를 다녔다. 17살이 되는 해, WM 엔터테인먼트 비공개 오디션을 본 후 합격했다는 기획사의 통보에 홀로 서울로 상경했다. 염광고등학교로 학교를 옮기고, 거주지였던 노원구와 소속사와 연습실이 있던 서초구를 왔다갔다 하며 약 3~4년간의 연습생 생활을 보냈다. 마침내 2011년 4월 23일 MBC쇼! 음악중심에서 B1A4의 메인래퍼로 데뷔하게 되었다.

### 데뷔 후

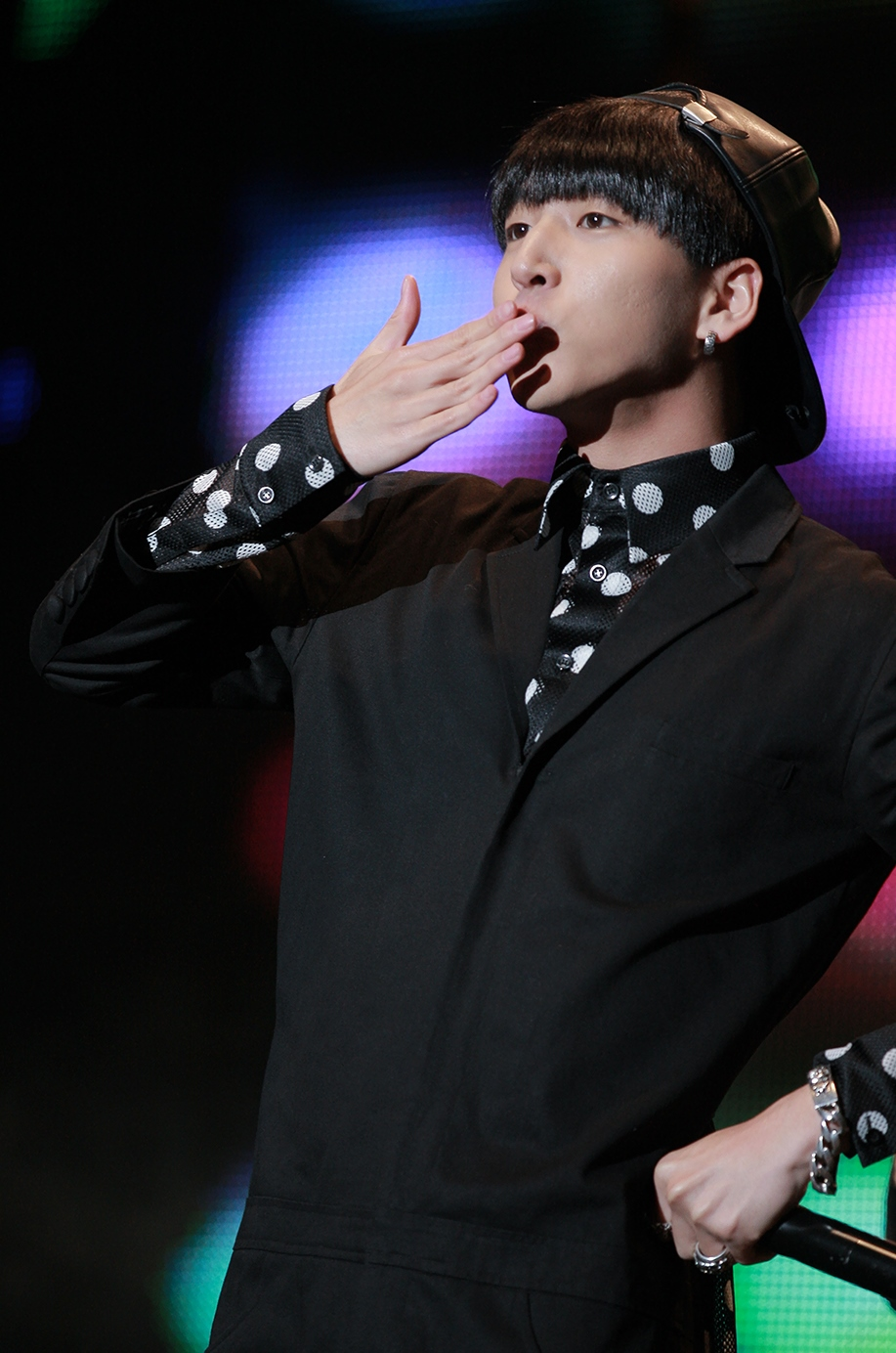
2013년 멜론 땡큐콘서트에서의 바로

2011년 7월 9일 MBC 《세바퀴》에 출연해 산들과 함께 자신이 개발한 '새싹춤'을 춰 실시간 검색어에 올라 화제가 되기도 했다. 몇 개월 후 11월 26일에는 다시 한번 《세바퀴》에 출연해 '새싹춤 2탄'을 공개했다.
제3회 《2011 아이돌 스타 육상 선수권 대회》에 출연해 남자 육상 부문에서 첫 출전만에 은메달을 땄으며, 《2012 아이돌 스타 육상 수영 선수권 대회》에서 2번째 출연만에 제국의 아이들의 김동준을 제치고 금메달을 탈환하여 신예의 반란으로 화제가 되기도 했다. 이어서 아이돌 스타 올림픽과 아이돌 스타 육상 양궁 풋살 컬링 선수권 대회에서 은메달을 딴 경력도 있다.
2013년 tvN 《응답하라 1994》의 주연 '빙그레'로 캐스팅되었다. 첫 연기작임에도 불구하고 드라마가 좋은 성과를 거둬 순탄한 연기자로서의 첫 걸음을 떼었다. 방송이 끝나자 B1A4의 컴백과 동시에 2014년 SBS 수목드라마 《신의 선물 - 14일》의 조연 '기영규' 역에 캐스팅되어 지상파 드라마에 진출했다.
2014년 B1A4의 SOLO DAY 컴백 직전 7월 7일부터 7월 14일까지 《꽃보다 청춘》 촬영을 위해 라오스로 떠났다. 《꽃보다 청춘 - 라오스 편》은 9월에서 10월간 네 편으로 꾸려져 방송되었으며, 방송은 꽃보다 시리즈에 이어 연속으로 히트를 쳤다.
2015년 1월, KBS2 《우리동네 예체능》과 SBS 《정글의 법칙 With 프렌즈》에 합류했다. 3월부터는 MBC 수목 미니시리즈 《앵그리맘》의 조연 '홍상태' 역으로 출연하며 세 번째 드라마 작품과 만났다. 7월 9일부터 네이버 TV캐스트에서 공개되는 웹드라마 《로스:타임:라이프 전반전》에 '바로'역으로 출연해 오마이걸의 승희와 호흡을 맞추었다. 2015년 7월, B1A4로서 컴백을 앞둔 현재 시점에서는 tvN 《집밥 백선생》과 MBC 《진짜 사나이》에 출연해 활약했다. 그리고 tvN 《할매네 로봇》에 출연했다.
2016년에는 KBS2 《마스터 - 국수의 신》에 출연하여 청년시절의 '김길도' 역을 연기하기도 했다. 2017년에는 KBS2 《맨홀》에 출연하여 '조석태' 역을 맡아 이제까지 보다 훨씬 자연스러운 연기를 해냈다.
2019년 7월 30일에 현역으로 입대했다.

## 음반 활동

### 피처링
| 수록 앨범                                             | 가수        | 참여곡                                  |
| ----------------------------------------------------- | ----------- | --------------------------------------- |
| A Good Girl - 발매일 : 2013년 6월 17일                | 백아연      | - 맘에 들어 (Feat. 바로 of B1A4)        |
| 칠전팔기 구해라 OST Part 1 - 발매일 : 2015년 1월 10일 | 진영X민효린 | - 당신과 만난 이날 (Feat. 바로 of B1A4) |
| 압구정보안관프로젝트 - 발매일 : 2015년 2월 5일        | 제아        | - 하루만이라도 (Feat. 바로 of B1A4)     |
| 뼛속까지 아파 - 발매일 : 2015년 8월 27일              | 아미        | - 뼛속까지 아파 (Feat. 바로 of B1A4)    |

### 랩 메이킹
| 앨범                                                             | 연도   | 발매일    | 곡 | 곡                                  |
| ---------------------------------------------------------------- | ------ | --------- | -- | ----------------------------------- |
| B1A4 1st Mini Album 《Let's Fly》                                | 2011년 | 4월 21일  | 04 | Bling Girl                          |
| B1A4 2nd Mini Album 《It B1A4》                                  | 2011년 | 9월 16일  | 01 | Beautiful Target                    |
| B1A4 1st Album 《THE B1A4 I IGNITION》                           | 2012년 | 3월 14일  | 01 | BABY I'M SORRY                      |
| B1A4 1st Album 《THE B1A4 I IGNITION》                           | 2012년 | 3월 14일  | 02 | THIS TIME IS OVER                   |
| B1A4 1st Album 《THE B1A4 I IGNITION》                           | 2012년 | 3월 14일  | 03 | SO FINE                             |
| B1A4 1st Album 《THE B1A4 I IGNITION》                           | 2012년 | 3월 14일  | 04 | SUPER SONIC                         |
| B1A4 1st Album 《THE B1A4 I IGNITION》                           | 2012년 | 3월 14일  | 05 | 둘만 있으면 (Feat. 민 of Miss A)    |
| B1A4 1st Album 《THE B1A4 I IGNITION》                           | 2012년 | 3월 14일  | 07 | FEELING                             |
| B1A4 1st Album 《THE B1A4 I IGNITION》                           | 2012년 | 3월 14일  | 09 | YOU ARE MY GIRL                     |
| B1A4 1st Album 《THE B1A4 I IGNITION》                           | 2012년 | 3월 14일  | 10 | WONDERFUL TONIGHT (UNPLUGGED REMIX) |
| B1A4 1st Album Repackage 《THE B1A4 I IGNITION SPECIAL EDITION》 | 2012년 | 5월 24일  | 01 | 잘자요 굿나잇                       |
| B1A4 1st Album Repackage 《THE B1A4 I IGNITION SPECIAL EDITION》 | 2012년 | 5월 24일  | 02 | 너 때문에                           |
| B1A4 3rd Mini Album 《In The Wind》                              | 2012년 | 11월 12일 | 02 | 걸어 본다                           |
| B1A4 3rd Mini Album 《In The Wind》                              | 2012년 | 11월 12일 | 03 | If... (너만 있으면)                 |
| B1A4 3rd Mini Album 《In The Wind》                              | 2012년 | 11월 12일 | 05 | 뭐 할래요                           |
| B1A4 3rd Mini Album 《In The Wind》                              | 2012년 | 11월 12일 | 07 | In The Air                          |
| B1A4 4th Mini Album 《이게 무슨 일이야》                         | 2013년 | 5월 6일   | 01 | 별빛의 노래                         |
| B1A4 4th Mini Album 《이게 무슨 일이야》                         | 2013년 | 5월 6일   | 02 | 이게 무슨 일이야                    |
| B1A4 4th Mini Album 《이게 무슨 일이야》                         | 2013년 | 5월 6일   | 03 | Yesterday                           |
| B1A4 4th Mini Album 《이게 무슨 일이야》                         | 2013년 | 5월 6일   | 04 | Good Love                           |
| 백아연 2nd Mini Album 《A Good Boy》                             | 2013년 | 6월 17일  | 04 | 맘에 들어                           |
| B1A4 2nd Album 《Who Am I》                                      | 2014년 | 1월 13일  | 02 | Lonely (없구나)                     |
| B1A4 2nd Album 《Who Am I》                                      | 2014년 | 1월 13일  | 04 | Amazing                             |
| B1A4 2nd Album 《Who Am I》                                      | 2014년 | 1월 13일  | 05 | Baby                                |
| B1A4 2nd Album 《Who Am I》                                      | 2014년 | 1월 13일  | 06 | Oh My God                           |
| B1A4 2nd Album 《Who Am I》                                      | 2014년 | 1월 13일  | 08 | 예뻐                                |
| B1A4 2nd Album 《Who Am I》                                      | 2014년 | 1월 13일  | 09 | Who Am I                            |
| B1A4 2nd Album 《Who Am I》                                      | 2014년 | 1월 13일  | 11 | 길                                  |
| B1A4 2nd Album 《Who Am I》                                      | 2014년 | 1월 13일  | 12 | Seoul                               |
| B1A4 5th Mini Album 《SOLO DAY》                                 | 2014년 | 7월 14일  | 01 | SOLO DAY                            |
| B1A4 5th Mini Album 《SOLO DAY》                                 | 2014년 | 7월 14일  | 02 | 내가 뭐가 돼                        |
| B1A4 5th Mini Album 《SOLO DAY》                                 | 2014년 | 7월 14일  | 03 | 잘 돼가                             |
| B1A4 5th Mini Album 《SOLO DAY》                                 | 2014년 | 7월 14일  | 04 | 물 한잔                             |
| B1A4 5th Mini Album 《SOLO DAY》                                 | 2014년 | 7월 14일  | 05 | Drive                               |
| 제아 Digital Single 《압구정보안관프로젝트》                     | 2015년 | 2월 5일   | 01 | 하루만이라도                        |
| B1A4 6th Mini Album 《Sweet Girl》                               | 2015년 | 8월 10일  | 01 | Sweet Girl                          |
| B1A4 6th Mini Album 《Sweet Girl》                               | 2015년 | 8월 10일  | 02 | You Are a Girl I Am a Boy           |
| B1A4 6th Mini Album 《Sweet Girl》                               | 2015년 | 8월 10일  | 03 | 10년 후                             |
| B1A4 6th Mini Album 《Sweet Girl》                               | 2015년 | 8월 10일  | 04 | Wait                                |
| B1A4 6th Mini Album 《Sweet Girl》                               | 2015년 | 8월 10일  | 05 | Love is Magic                       |

## 출연 작품

### 드라마
| 연도   | 방송사       | 드라마                  | 역할            | 출연 횟수    | 비고                  |
| ------ | ------------ | ----------------------- | --------------- | ------------ | --------------------- |
| 2013년 | tvN          | 응답하라 1994           | 빙그레 (김동준) | 21부작       | 첫 드라마             |
| 2014년 | SBS          | 신의 선물 - 14일        | 기영규          | 16부작       | 첫 지상파 드라마      |
| 2015년 | Mnet         | 칠전팔기 구해라         | 로빈 차         | 1부작        | 특별출연              |
| 2015년 | MBC          | 앵그리맘                | 홍상태          | 16부작       | -                     |
| 2015년 | TV조선       | 로스:타임:라이프        | 바로            | 4부작        | 웹드라마              |
| 2016년 | KBS2         | 마스터 - 국수의 신      | 어린 김길도     | 20부작       |                       |
| 2017년 | KBS2         | 비바앙상블              | 김선우          | 1부작        | 장애 인식 개선 드라마 |
| 2017년 | KBS2         | 맨홀 - 이상한 나라의 필 | 조석태          | 16부작       | -                     |
| 2018년 | MBC          | 나쁜 형사               | 채동윤          | 32부작       | -                     |
| 2019년 | tvN          | 날 녹여주오             | 황병심          | 16부작       | -                     |
| 2021년 | JTBC         | 아이돌: 더 쿠데타       | 트로이          | 16부작       | -                     |
| 2022년 | JTBC         | 재벌집 막내아들         | 윤현민          | 1회 특별출연 | -                     |
| 2023년 | MBC 드라마넷 | 로맨스 빌런             | 강희제          | 10부작       | -                     |
| 2025년 | 펄스픽       | 그놈이 돌아왔다         |                 |              | 웹드라마              |

### 영화
| 연도   | 영화                     | 역할   | 개봉일    | 비고                               |
| ------ | ------------------------ | ------ | --------- | ---------------------------------- |
| 2013년 | 미생 프리퀄              | 김영찬 | 5월 24일  | 안영이 편                          |
| 2014년 | 일곱 난쟁이              | 보보   | 12월 24일 | 목소리 출연                        |
| 2015년 | 여자, 남자 - 그게 아니고 | 소년   | 3월 10일  | W Korea 10주년 기념 특선 단편 영화 |
| 2017년 | 눈을 감다                | 김현우 | 4월 25일  |                                    |
| 2021년 | 피어썸                   | 재혁   | 10월 7일  |                                    |
| 2022년 | 미혹                     | 영준   | 10월 19일 |                                    |
| 2023년 | 바람개비                 | 정훈   | 5월 10일  |                                    |
| 2023년 | 안나푸르나               | 선우   | 6월 8일   |                                    |

### 방송
| 방송사  | 프로그램           | 출연 기간             | 동반 고정                         | 각주  |
| ------- | ------------------ | --------------------- | --------------------------------- | ----- |
| 2012년  |                    |                       |                                   |       |
| Y-STAR  | 식신로드           | 1월 7일 ~ 4월 28일    | 정준하, 현영 등                   |       |
| 2014년  |                    |                       |                                   |       |
| MBC     | 무한도전           | 6월 14일 ~ 6월 28일   | 손예진, 정일우, 리지 등           | [ 3 ] |
| tvN     | 꽃보다 청춘        | 9월 12일 ~ 10월 10일  | 유연석, 손호준                    | [ 4 ] |
| 2015년  |                    |                       |                                   |       |
| KBS 2TV | 우리동네 예체능    | 1월 27일 ~ 6월 30일   | 안정환, 샘 오취리, 이규한, 홍경민 | [ 5 ] |
| SBS     | 정글의 법칙        | 1월 30일 ~ 3월 20일   | 손호준, 육중완, 샘 오취리, 윤세아 | [ 6 ] |
| MBC     | 진짜 사나이        | 8월 2일 ~ 8월 23일    | 임원희, 김영철, 슬리피 등         | [ 7 ] |
| tvN     | 집밥 백선생        | 8월 4일 ~ 8월 18일    | 백종원, 김구라, 윤상, 박정철      | [ 8 ] |
| tvN     | 할매네 로봇        | 10월 21일 ~ 11월 25일 | 이희준, 장동민                    |       |
| 2016년  |                    |                       |                                   |       |
| SBS     | 씬스틸러           | 9월 16일              |                                   |       |
| MBC     | 마이 리틀 텔레비전 | 10월 29일, 11월 5일   |                                   |       |
| 2023년  |                    |                       |                                   |       |
| 유튜브  | 나영석의 와글와글  | 1월 5일               |                                   |       |
| MBC     | 심야괴담회         | 1월 26일              |                                   |       |

### 진행
| 방송사     | 제목            | 날짜      | 동반 진행                |
| ---------- | --------------- | --------- | ------------------------ |
| 2012년     |                 |           |                          |
| MBC 표준FM | 신동의 심심타파 | 7월 27일  | 신우                     |
| Mnet       | 엠카운트다운    | 12월 13일 | 산들                     |
| 2013년     |                 |           |                          |
| MBC 표준FM | 신동의 심심타파 | 4월 22일  | 산들                     |
| Mnet       | 엠카운트다운    | 5월 16일  | 진영                     |
| MBC 표준FM | 신동의 심심타파 | 11월 16일 | 손호준                   |
| 2014년     |                 |           |                          |
| SBS        | SBS 인기가요    | 2월 10일  | 황광희, 이유비           |
| SBS        | SBS 인기가요    | 8월 17일  | 황광희, 이유비, 신우     |
| SBS        | SBS 가요대전    | 12월 21일 | 정용화, 닉쿤, 엘, 송민호 |

### 광고
- 2014년 삼성카드 홀가분 프로젝트[9]
- 2015년 크라운제과 초코하임 (아이스하임)[10][11] (5대 하임보이)

### 뮤직비디오
| 연도 | 가수        | 제목        | 동반 출연            |
| ---- | ----------- | ----------- | -------------------- |
| 2012 | 지아        | 〈일년째〉  | 지아, 방용국, 임시완 |
| 2013 | 유지애      | 〈Delight〉 | 유지애               |
| 2014 | 소유X정기고 | 〈썸〉      | 다솜                 |

## 수상 및 후보
| 연도 | 시상식                    | 부문                       | 작품                            | 결과 |
| ---- | ------------------------- | -------------------------- | ------------------------------- | ---- |
| 2014 | 제50회 백상예술대상       | TV부문 남자 신인연기상     | 신의 선물 - 14일                | 후보 |
| 2014 | 제3회 에이판 스타 어워즈  | 남자 신인상                | 신의 선물 - 14일, 응답하라 1994 | 후보 |
| 2015 | MBC 연기대상              | 미니시리즈부문 남자 신인상 | 앵그리맘                        | 후보 |
| 2017 | 제3회 서울웹페스트 영화제 | 남우주연상                 | 눈을 감다                       | 후보 |